# James Lloyd
James Lloyd (*1810-1896) fue un botánico, pteridólogo y explorador francés de origen inglés.
En el herbario del Museo de Ciencias Naturales de Angers se resguardan sus colecciones botánicas.

## Algunas publicaciones
- Lloyd, J; J Foucaud (1847-1904). 1886. Flore de l'ouest de la France, ou, Description des plantes qui croissent spontanément dans les départements de: Charente-Inférieure, Deux-Sèvres, Vendée, Loire-Inférieure, Morbihan, Finistère, Côtes-du-Nord, Ille-et-Vilaine. Ed. Veloppé (Nantes). lxxi + 454 pp.

- La abreviatura «J.Lloyd» se emplea para indicar a James Lloyd como autoridad en la descripción y clasificación científica de los vegetales.[1]

Realizó 36 identificaciones y clasificaciones de nuevas especies, las que publicaba habitualmente en :  Bull. Soc. Bot. France; Fl. Ouest Fr.; Fl. Loire-Inf.; Fl. Gall. & Germ. Exsicc. (Haguenau); Folia Bot. Extremadur.; Revis. Gen. Pl.; Consp. Fl. Eur.; Mem. Soc. Acad. Maine-et-Loire